# Fabian Hürzeler
Fabian Hürzeler (Houston, 1993. február 26. –) amerikai születésű német utánpótlás-válogatott labdarúgó és edző, az angol Brighton & Hove Albion menedzsere.

## Játékos pályafutása
Hürzeler tizenegy évesen tagja lett a Bayern München akadémiájának és az összes utánpótlás-csapatban szerepelt. Lehetőséget kapott ezek mellett több német utánpótlás-válogatottban is, összesen huszonegyszer pályára lépve. Ezt követően leginkább alsóbb német osztályokban játszott, a Bayern München II, az 1899 Hoffenheim II és az 1860 München II színeiben. Profi pályafutása lényegében véget ért mire 23 éves volt, de még játszott az ötöd-, és negyedosztályú FC Pipinsried és a Eimsbütteler TV játékosaként is.

## Edzői pályafutása

### Első évek
Hürzeler 2016-ban csatlakozott az FC Pipinsried csapatához játékos-edzőként, rég óta érdekelte az edzősködés. Csapattársa, Emre Can, ki is jelentette, hogy kiemelkedő pályafutása lesz. 2018-ban asszisztensként edzette az U20-as és az U18-as válogatottat.

### FC St. Pauli
2020-ban kinevezte másodedzőnek az FC St. Pauli, Timo Schultz mellé. 2022. december 6-án, azt követően, hogy Schultz-ot kirúgták, Hürzeler lett a csapat megbízott vezetőedzője. Két héttel később véglegesen is megszerezte a pozíciót, azt követően, hogy sikeres volt csapatával. A 2. Bundesliga legfiatalabb edzője volt, mindössze 29 évesen. Vezetésével a St. Pauli sokkal jobban kezdett el játszani, 2023 áprilisára a kieséshez közel álló csapatot a feljutás közelébe vitte, sorozatban tíz győzelemmel. Ugyanebben a hónapban szerezte meg UEFA-engedélyét, 30 évesen. 2024 márciusában meghosszabbította szerződését, májusban a St. Pauli feljutott az első osztályba.

### Brighton & Hove Albion
2024. június 15-én Hürzeler megegyezett a Premier League-ben szereplő Brighton & Hove Albion csapatával, hogy átvegye Roberto De Zerbi helyét. A Premier League történetének legfiatalabb vezetőedzője lett.

## Edzői statisztikája
Frissítve: 2024. május 26.
| Csapat                 | Nemzetiség  | -tól              | -ig              | Mutató | Mutató | Mutató | Mutató | Mutató | Mutató | Mutató | Mutató |
| Csapat                 | Nemzetiség  | -tól              | -ig              | M      | Gy     | D      | V      | G+     | G–     | Gy%    |        |
| ---------------------- | ----------- | ----------------- | ---------------- | ------ | ------ | ------ | ------ | ------ | ------ | ------ | ------ |
| FC Pipinsried          | Németország | 2016. július 1.   | 2020. június 30. | 131    | 58     | 33     | 40     | 228    | 193    | 44,27  |        |
| FC St. Pauli           | Németország | 2022. december 6. | 2024. június 15. | 55     | 36     | 12     | 7      | 107    | 54     | 65,45  |        |
| Brighton & Hove Albion | Anglia      | 2024. június 15.  | napjainkig       | 0      | 0      | 0      | 0      | 0      | 0      | —      |        |
| Összesen               | Összesen    | Összesen          | Összesen         | 186    | 94     | 45     | 47     | 335    | 247    | 50,54  |        |

## Sikerek, díjak
FC Pipinsried
- Bayernliga Süd-feljutás: 2016–2017

FC St. Pauli
- 2. Bundesliga: 2023–2024